# یاکووس تسالیکیوس
یاکووس تسالیکیوس (یونانی: Ιάκωβος Ευβοίας)(زادهٔ ۱۹۲۰ – درگذشته در ۲۱ نوامبر ۱۹۹۱)، که با نام ایکاروس اویا نیز شناخته می‌شود، یکی از قدیسان کلیسای ارتدکس شرقی است. او رئیس صومعه سنت دیوید پیر بود.

## زندگی
یاکووس در خانواده‌ای دیندار در آسیای کوچک به دنیا آمد. پس از نسل‌کشی یونانی‌ها، خانواده او به‌عنوان پناهنده به جزیره اویا در یونان مهاجرت کردند. در سال ۱۹۲۷، زمانی که وارد مدرسه ابتدایی شد، قدیس پاراسکوی در پیش روی او ظاهر شد و آینده درخشان کلیسایی او را آشکار کرد. در سال‌های بعد، او رؤیاهای بسیاری از قدیسان دید. همه او را به خاطر ایمانش می‌شناختند. با این حال از سال ۱۹۳۸، او به شدت در ریاضت زندگی می‌کرد.
در سال ۱۹۴۷ به ارتش فراخوانده شد. در سال ۱۹۵۲، پس از فوت والدینش و ازدواج خواهرش، او توانست به‌عنوان راهب تازه‌کار به صومعه سنت دیوید بپیوندد. او در سال ۱۹۷۵ رئیس صومعه شد. گزارش شده است که با بسیاری از قدیسان سخن گفته است.
یاکووس در سال ۱۹۹۱ درگذشت و هزاران نفر در مراسم تشییع او شرکت کردند.

## قدیس شدن
در ۲۷ نوامبر ۲۰۱۷، پاتریارک‌نشین جهانی قسطنطنیه او را قدیس اعلام کرد. روز جشن او ۲۲ نوامبر (بر اساس تقویم میلادی) یا ۵ دسامبر (بر اساس تقویم ژولین) تعیین شد.